# 中川淳一郎
中川 淳一郎（なかがわ じゅんいちろう、1973年〈昭和48年〉8月21日 - ）は、日本のPRプランナー、ネットニュース編集者、フリーライター。

## 経歴
東京都立川市出身（生まれは福岡県宗像市）。小学校1 - 4年生（1980年 - 1984年）は川崎市立鷺沼小学校に通い、5 - 6年生は立川市立第八小学校に通った。立川第六中学校に進学したが、親の仕事の関係で渡米する。14歳から18歳までの4年9か月（1987年10月 - 1992年7月）を合衆国で過ごした。イリノイ州ブルーミントンの高校を卒業後に帰国。河合塾を経て、一橋大学商学部に進学。松井剛一橋大教授（マーケティング専攻）は当時、中川と同じ片岡寛ゼミに所属する大学院生で、在学中指導を受けた。
1997年に大学を卒業し、博報堂へ入社。コーポレートコミュニケーション局でPR業務に従事後退社し、『日経エンタテインメント!』ライターや『テレビブロス』編集者を経て2006年からはネットニュース編集者。企業PR業務、PRコンサルティング、PRプランニング、編集、ライター業のほか、2009年に光文社新書から『ウェブはバカと暇人のもの』を出版するなどインターネット論も行う。
2012年から「瞬刊!リサーチNEWS」編集長、NEWSポストセブンなど2013年時点で10を越えるネットメディアに携わった。宣伝会議との関係では「編集・ライター養成講座」の東京教室で「Web編集・ライティングの実践」の講師を担当。
2020年8月31日をもって「セミリタイア」をし、メインで活動していたネットニュース編集から離れた。 同年10月、東京都渋谷区から佐賀県唐津市にお試し移住をし、その後の2022年4月現在も在住。中川も当初、アメリカへの移住を計画していたが、新型コロナウイルス感染症のパンデミックで断念。ヨッピー (フリーライター)から「アメリカに行けないんだったら、佐賀に行けばいいんじゃないですか？」と誘われたので、唐津市への移住となった。

## 人物
複数のネットニュースの編集を行ってきた。株式会社ケロジャパン代表取締役社長を2010年2月から務めている。
大学の同級生の常見陽平と公私ともに交流があり、共に学生プロレスサークル「一橋大学世界プロレスリング同盟（HWWA）」のメンバーとしても活躍した。同じく同級生だった治部れんげ東京工業大学准教授とも大学時代からの知人。
2013年3月29日、ニコニコ生放送で「人狼」というゲームに出場したときに泥酔してゲームをかき乱し、番組を強制退場させられた。
同年8月9日、TBSラジオ『荻上チキ・Session-22』へ常見陽平とともに出演し、中川の大学・サークルの後輩でもある橋本吉史プロデューサーなどが待機する中、飲酒状態でスタジオ入りして放送中に暴言を吐き、スタッフや出演者らの判断で番組を途中退場させられる。番組テーマは「ネット炎上夏祭り 2013次々と炎上する従業員達、その時、企業は…」であったが、番組の長谷川裕プロデューサーは「この事態は番組上の演出ややらせなどではない」としている。翌週8月12日に番組へ謝罪コメントを送り、10月25日に「アルコール依存症」を取り上げた際にゲスト出演で8月9日放送の醜態を再度謝罪した。
2016年4月29日には、ニコニコ超会議のトークステージで人狼の騒動についても謝罪している。
デモが大嫌いでほとんどのデモに反対だが、香港のデモだけは支持しているという。
また2019年以降の新型コロナ関連の日本国内における一連の対策にたいしては総じて否定的な姿勢をとっている。

## 著書
- 『OJTでいこう!』翔泳社、2004年
- 『お金持ちになる新聞の読み方』アーティストハウスパブリッシャーズ、2005年
- 『人生ゲーム―ある朝ぼくの会社がなくなった』アメーバブックス、2005年
- 『ウェブはバカと暇人のもの―現場からのネット敗北宣言』光文社新書、2009年
- 『今ウェブは退化中ですが、何か？―クリック無間地獄に落ちた人々』講談社、2009年
- 『ウェブを炎上させるイタい人たち―面妖なネット原理主義者の「いなし方」』 宝島社新書、2010年
- 『ウェブで儲ける人と損する人の法則』ベスト新書、2010年
- 『凡人のための仕事プレイ事始め』 文藝春秋、2010年 ISBN 4163725202
- 『ネットのバカ』新潮新書、2013年 ISBN 4106105306
- 『夢、死ね! 若者を殺す「自己実現」という嘘』星海社新書、2014年 ISBN 4061385534
- 『縁の切り方 絆と孤独を考える』小学館新書、2014年。ISBN 4098252287
- 『内定童貞』星海社新書、2015年
- 『節約する人に貧しい人はいない。』幻冬舎、2016年
- 『仕事に能力は関係ない。 27歳無職からの大逆転仕事術2』中経出版、2016年
- 『好きなように生きる下準備』ベスト新書、2016年
- 『ウェブでメシを食うということ』毎日新聞出版、2016年
- 『謝罪大国ニッポン』星海社新書、2016年
- 『バカざんまい』新潮新書、2016年
- 『電通と博報堂は何をしているのか』星海社新書、2017年 ISBN 978-4-06-138608-2
- 『ネットは基本、クソメディア』角川新書、2017年 ISBN 978-4-04-082157-3
- 『恥ずかしい人たち』新潮新書、2020年
- 『意識の低い自炊のすすめ 巣ごもり時代の命と家計を守るために』星海社新書、2020年 ISBN 978-4-06-520654-6
- 『炎上するバカさせるバカ 負のネット言論史』小学館新書、2021年
- 『よくも言ってくれたよな』新潮新書、2022年
- 『捨て去る技術 40代からのセミリタイア』集英社、インターナショナル新書、2023年

### 共著・監修
- 『ネット右翼の矛盾―憂国が招く「亡国」』（安田浩一、山本一郎と共著） 宝島社、2013年 ISBN 4800204704
- 『爆笑世界のバカニュース―抱腹絶倒ネタ120連発!!』（監修） 宝島社、2013年 ISBN 480020528X
- 『読書で賢く生きる。ビジネススキル探しを越えて』漆原直行、山本一郎共著（ベスト新書）2015年
- 『ニコニコ超トークステージ ネット言論はどこへいったのか？』東浩紀、津田大介、夏野剛、西村博之、堀江貴文（角川学芸出版）2016年
- 『博愛のすすめ』適菜収共著（講談社）2017年

## 出演

### ネット番組
- ポリタスTV（YouTube、2021年3月27日）